# Annual Reviews
Annual Reviews is een Amerikaanse uitgeverij van wetenschappelijke literatuur die zich toelegt op overzichtsartikelen. Het bedrijf publiceert wetenschappelijke tijdschriften die jaarlijks verschijnen en uitsluitend (lange) overzichtsartikelen bevatten. Omdat zulke artikelen vaak als bron worden gebruikt, worden ze veel geciteerd en bereiken de bladen van Annual Reviews hoge impactfactoren.
Annual Reviews geeft ruim 40 tijdschriften uit. Enkele voorbeelden zijn:
- Annual Review of Astronomy and Astrophysics
- Annual Review of Analytical Chemistry
- Annual Review of Anthropology
- Annual Review of Biophysics
- Annual Review of Condensed Matter Physics
- Annual Review of Economics
- Annual Review of Earth and Planetary Sciences
- Annual Review of Nuclear and Particle Science
- Annual Review of Plant Biology
- Annual Review of Physical Chemistry
- Annual Review of Physiology